# Божин Вълчев
Божин Вълчев е български революционер, дебърски районен войвода на Вътрешната македоно-одринска революционна организация.

## Биография
Вълчев е роден в стружкото село Дренок, тогава в Османската империя. Присъединява се към редовете на ВМОРО. В 1908 година е войвода в Дебърско.
Вероятно е идентичен с дебърския войвода Божин Димитров.
| Чета на Божин Димитров, 22 ноември 1906 година | Чета на Божин Димитров, 22 ноември 1906 година | Чета на Божин Димитров, 22 ноември 1906 година | Чета на Божин Димитров, 22 ноември 1906 година | Чета на Божин Димитров, 22 ноември 1906 година |
| Номер                                          | Име                                            | Селище                                         | Околия                                         | Забележка                                      |
| ---------------------------------------------- | ---------------------------------------------- | ---------------------------------------------- | ---------------------------------------------- | ---------------------------------------------- |
| 1.                                             | Божин Димитров                                 | Дренок                                         | Дебърска                                       |                                                |
| 2.                                             | Сандре Донев                                   | Куратица                                       | Охридска                                       |                                                |
| 3.                                             | Ефтим Котев                                    | Куратица                                       | Охридска                                       |                                                |
| 4.                                             | Андон Фиданов                                  | Куратица                                       | Охридска                                       | [ 2 ]                                          |